# Alstom EMU250
Alstom EMU250 (seria ED250) – siedmioczłonowy normalnotorowy elektryczny zespół trakcyjny dużych prędkości z rodziny Pendolino produkowany przez Alstom w fabryce we włoskim Savigliano jako Alstom ETR 610 na zamówienie PKP Intercity. Powstało 20 sztuk, które od 14 grudnia 2014 prowadzą pociągi kategorii Express InterCity Premium obsługującej relacje łączące Warszawę z Bielskiem-Białą, Gdynią, Gliwicami, Katowicami, Kołobrzegiem, Krakowem, Rzeszowem, Szczecinem i Wrocławiem.

## Historia

### Testy ETR460 w Polsce

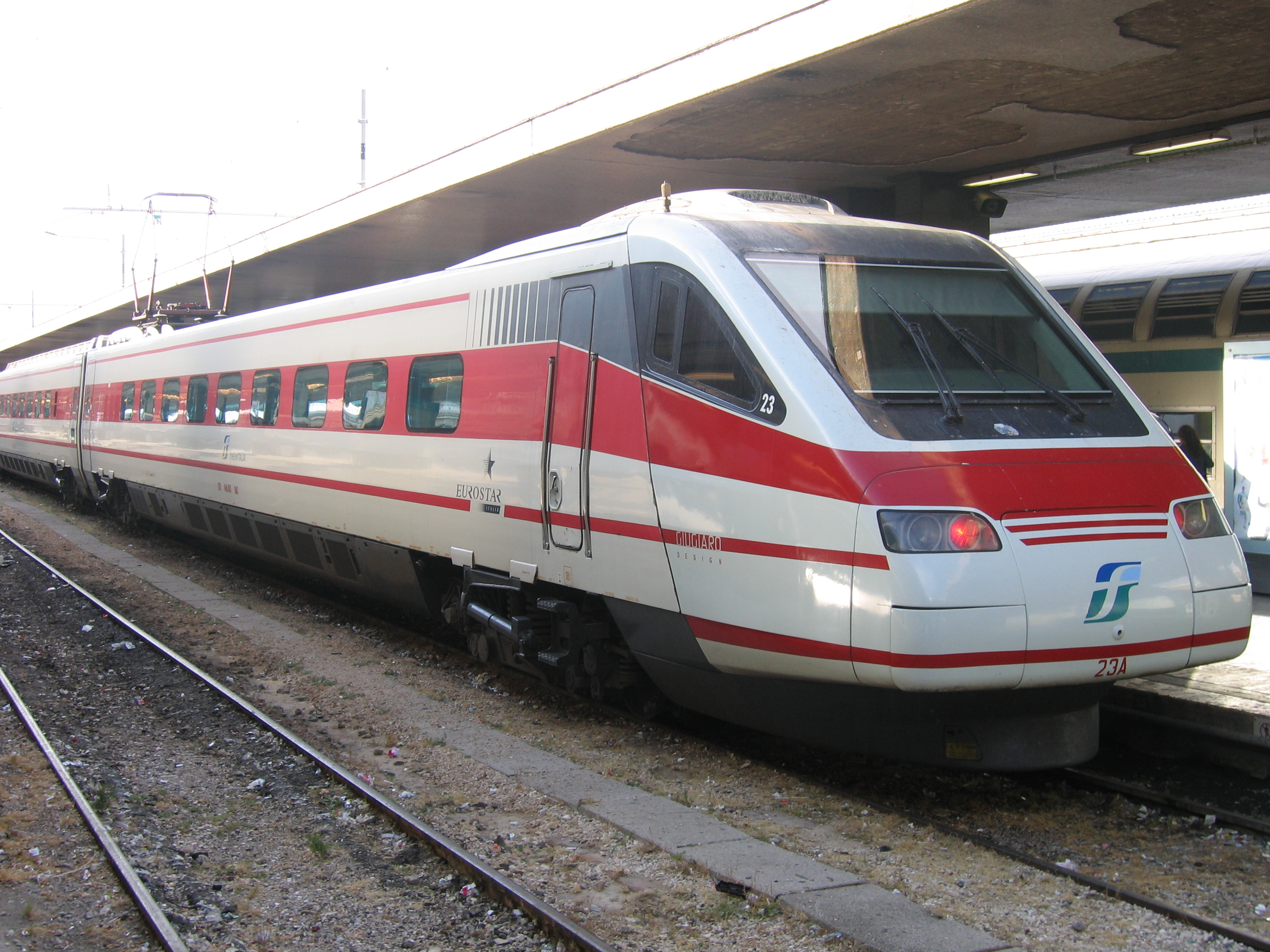
ETR460

6 maja 1994 w celu przeprowadzenia testów konstrukcji pociągów dużych prędkości przyjechało do Polski Pendolino typu ETR460 z wychylnym nadwoziem złożone z trzech wagonów – silnikowej głowicy 460 260, silnikowego członu pasażerskiego 460 007 oraz doczepy 460 000.
9 maja 1994 pociąg przejechał na własnych silnikach z Katowic do Idzikowic by odbyć próby prędkości maksymalnej na Centralnej Magistrali Kolejowej. Do testów wyznaczono skład dwuwagonowy złożony z wagonów silnikowych, z których pierwszy miał pantograf i kabinę sterowniczą, natomiast drugi bez pantografu posiadał stanowisko do hamowania na końcowym pomoście. Pociąg wyposażony był w 4 silniki trakcyjne o łącznej mocy 2000 kW. Jazdy testowe odbywały się po zamkniętym torze numer 2 na odcinku Strzałki – Biała Rawska – Szeligi. Próby rozpoczęto tego samego dnia od przejazdu z rozkładową prędkością 160 km/h, natomiast 10 maja miało miejsce 7 przejazdów, podczas których zmierzono prędkości maksymalne: 183, 204, 227, 224, 236, 236 i 244 km/h. Po analizie zapisów na taśmach aparatury pomiarowej oraz wyników współpracy pantografu z siecią trakcyjną i zachowania się sieci zdecydowano o przejeździe z podwyższoną prędkością. 11 maja pociąg przejechał odcinek testowy z maksymalnymi prędkościami 200 i 245 km/h. Ustalono, że uzyskane wyniki pozwalają na jeszcze szybszą jazdę, w związku z czym postanowiono o przystąpieniu do próby z prędkością maksymalną składu typu ETR460 wynoszącą 250 km/h. Test rozpoczęto o godzinie 13.14, a po 5 minutach i 47 sekundach, na około 40. kilometrze CMK w okolicach posterunku Biała Rawska, pociąg osiągnął prędkość 250,1 km/h, ustanawiając tym samym rekord prędkości na torach Europy Środkowo-Wschodniej.
16 maja 1994 rozpoczęto na linii z Warszawy do Gdańska drugą serię prób mającą za zadanie sprawdzenie zalet wychylnego nadwozia. W dwóch przejazdach na wybranym odcinku osiągnięto prędkości maksymalne i boczne niezrównoważone przyspieszenie odpowiednio 113 km/h i 0,6 m/s² oraz 122 km/h i 0,8 m/s². Następnego dnia przeprowadzono 6 przejazdów, a 18 maja w deszczu miały miejsce kolejne 2, których wyniki różniły się od poprzednich za sprawą zmienionych warunków atmosferycznych.
Podczas pobytu ETR460 w Polsce trwającego do 23 maja 1994, prócz jazd próbnych, miały miejsce przejazdy promocyjne dla zaproszonych gości na trasie z Warszawy do Gdańska, a także prezentacje składu na dworcach w Katowicach, Częstochowie, Gdańsku i Warszawie.
Pozytywne wyniki wszystkich testów przeprowadzonych w maju 1994 wykazały, iż jest możliwe w Polsce zarówno podniesienie prędkości liniowych, jak i zwiększenie komfortu podróży koleją. W połowie lat 90. Polskie Koleje Państwowe rozpoczęły modernizację pokrywającej się częściowo z CMK linii E65 na trasie Gdynia – Warszawa – Katowice. Głównym celem inwestycji było zwiększenie dopuszczalnej prędkości i przystosowanie torów dla pociągów dużych prędkości.

### Pierwszy przetarg
Po analizie finansowej przeprowadzonej w 1996 roku kierownictwo PKP zdecydowało o rozpisaniu 8 sierpnia 1997 roku przetargu na dostawę 16 pociągów z wychylnym pudłem. Rozstrzygnięte 20 lipca 1998 dwuetapowe postępowanie wygrał Fiat Ferroviaria, który zaoferował Pendolino typu ETR460. Pozostali dwaj oferenci, Siemens i Adtranz, złożyli odwołania, które 21 sierpnia 1998 roku odrzucił zespół arbitrów przy Urzędzie Zamówień Publicznych.

### Anulowanie pierwszego przetargu
W 1998 roku Najwyższa Izba Kontroli rozpoczęła kontrolę przetargu, która zakończyła się w lutym 1999. NIK w raporcie wykazał szereg uchybień związanych z przygotowaniem i przeprowadzeniem przetargu. Głównym powodem takiej oceny było stwierdzenie przez kontrolerów, że PKP nie dysponują infrastrukturą pozwalającą wykorzystać możliwości zamawianego pociągu i nie były przygotowane finansowo do inwestycji. Wykazano także, iż decyzję o przeprowadzeniu przetargu podjęto na podstawie wyników finansowych z 1996 roku, a podczas podejmowania przez zarząd przewoźnika uchwały o akceptacji wybranego dostawcy pociągów nie wsparto się aktualną analizą opłacalności. NIK wydał zalecenie nakazujące przerwanie negocjacji z Fiatem oraz unieważnienie postępowania. 7 grudnia 1999 zarząd PKP wydał decyzję zgodną z zaleceniami NIK.

### Drugi przetarg

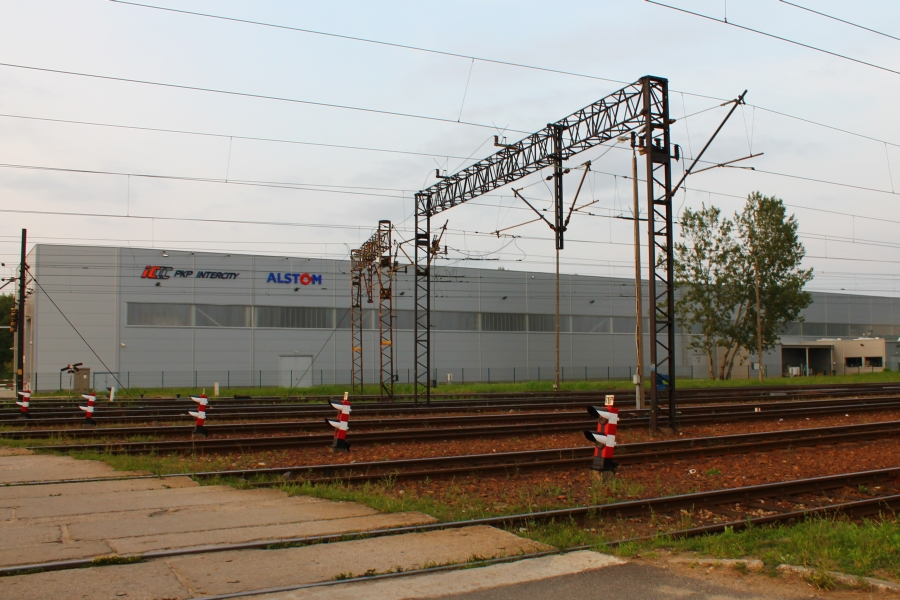
Hala postojowa na stacji Warszawa Grochów

Na początku sierpnia 2008 PKP IC ogłosiły przetarg na dostawę 20 składów zespolonych o prędkości maksymalnej 250 km/h. Wbrew pierwotnym planom podniesiono wymaganą prędkość maksymalną z 200 km/h do 250 km/h oraz zrezygnowano z wymogu systemu wychylnego nadwozia. Chęć uczestnictwa w przetargu zgłosiło 6 podmiotów: Alstom, AnsaldoBreda z Newagiem, Construcciones y Auxiliar de Ferrocarriles, Siemens, Bombardier z Pesą i Talgo. We wrześniu 2010 przewoźnik dokonał otwarcia ofert w przetargu, jedyną ofertę złożył Alstom.
30 maja 2011 PKP Intercity podpisały z przedsiębiorstwem Alstom Transport kontrakt o wartości 665 milionów euro (2,64 mld zł) na dostawę 20 7-członowych pociągów New Pendolino bez mechanizmu przechyłu nadwozia oraz budowę zaplecza technicznego w Warszawie, dedykowanego wyłącznie dla potrzeb utrzymania taboru kolei dużych prędkości. Podpisana umowa obejmuje także utrzymanie techniczne pociągów przez okres maksymalnie 17 lat. PKP Intercity dostały od rządu gwarancję finansowania zakupu w zgodzie ze strategią przyjętą przez Komisję Europejską o rozwoju kolei dużych prędkości oraz otrzymało kredyt z Europejskiego Banku Inwestycyjnego w wysokości 224 mln euro (później zwiększonej do 342 mln euro).
W październiku 2012 francuskie przedsiębiorstwo Karmar rozpoczęło budowę zaplecza technicznego dla pociągów Pendolino na stacji postojowej Warszawa Grochów na Olszynce Grochowskiej w dzielnicy Praga-Południe. W ramach inwestycji powstała hala składająca się m.in. z 4 torów postojowych, myjni i zaplecza biurowo-socjalnego. Budowę bazy zakończono w kwietniu 2014 i wtedy też wjechały do niej dostarczone do tego czasu Pendolino.

### Prezentacje promocyjne i testy

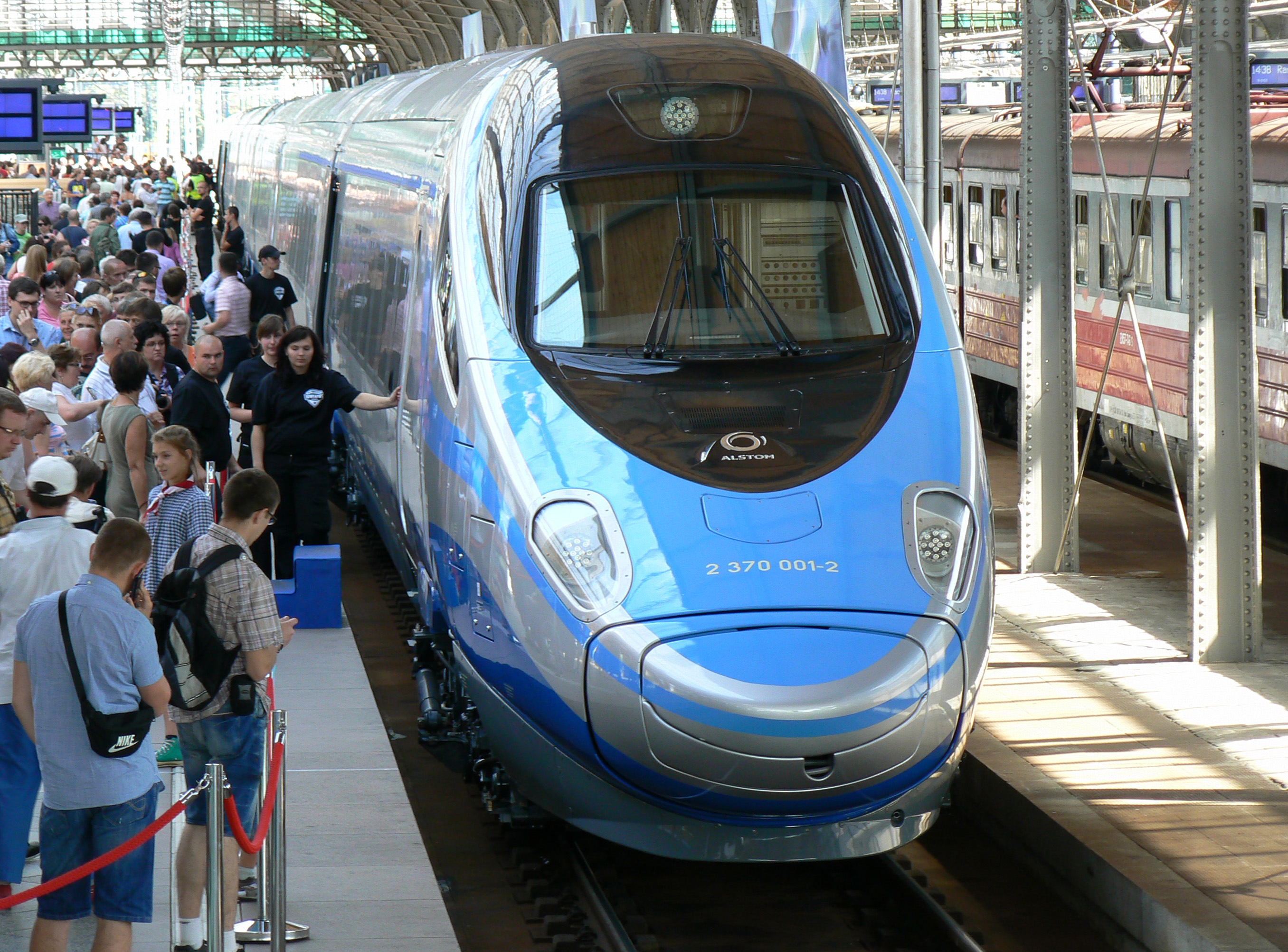
Prezentacja na stacji Wrocław Główny

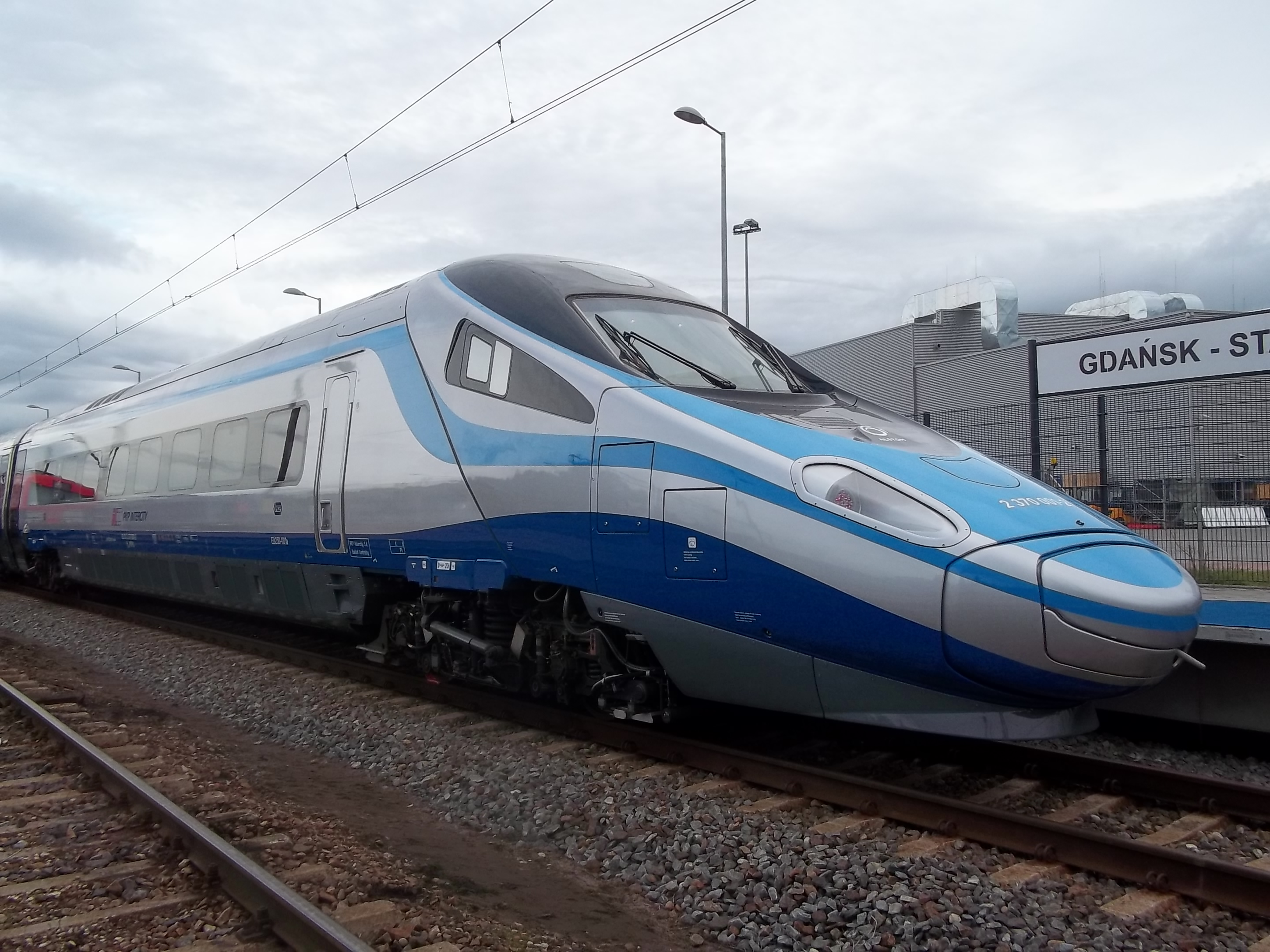
Prezentacja na targach Trako

17 czerwca 2013 we Włoszech został zaprezentowany pierwszy skład dla PKP IC, a 12 sierpnia, po dotarciu do Polski, skład został zaprezentowany na stacji Wrocław Główny. Następnie pociąg został przetransportowany na tor doświadczalny Instytutu Kolejnictwa koło Żmigrodu, gdzie 19 sierpnia rozpoczął testy. 1 września pojazd przetransportowano do Warszawy celem wykonania przeglądu podwozia w hali na Olszynce Grochowskiej. Pod koniec września Pendolino zostało zaprezentowane podczas targów Trako w Gdańsku. 24 października do Polski dotarł drugi ze składów – ED250-002. Pod koniec października zakończono testy na torze testowym koło Żmigrodu. 30 października rozpoczęto testy na liniach kolejowych, w pierwszej kolejności skład został przetestowany na odcinku Warszawa Grochów – Konin, gdzie osiągnął prędkość 160 km/h. W kolejnych dniach Pendolino przetestowano w okolicach Grybowa pod kątem sprawdzenia możliwości pociągu na stromych podjazdach i zjazdach oraz na odcinku Nidzica – Olsztyn celem sprawdzenia jak skład zachowuje się na łukach o małych promieniach. 16 listopada 2013 rozpoczęły się testy Pendolino na Centralnej Magistrali Kolejowej. Już pierwszego dnia testów skład osiągnął prędkość 242 km/h.
W dniu 17 listopada 2013 na 184. kilometrze Centralnej Magistrali Kolejowej (okolice mostu na Pilicy) ED250 ustanowił nowy rekord prędkości na polskich torach kolejowych wynoszący 270 km/h, który został pobity podczas kolejnego weekendu – 23 listopada 2013 pociąg Pendolino osiągnął prędkość 291 km/h, a następnego dnia 293 km/h. Jest to najwyższa prędkość jaką osiągnięto w historii eksploatacji pociągów Pendolino na świecie.
W ostatni weekend testów w Polsce, 7–8 grudnia 2013, przetestowane zostało działanie systemów bezpieczeństwa – ETCS i Radio-Stop. 25 kwietnia 2014 jeden ze składów został przetransportowany na tor doświadczalny w pobliżu Velim w Czechach, gdzie odbyły się dalsze testy odometryczne ETCS. W lipcu przeprowadzono testy odometyczne ETCS na CMK, a 6 września przetestowano działanie hamulców i ich wpływ na urządzenia sterowania ruchem kolejowym na kilku liniach kolejowych w zachodniej Polsce.

### Dostawy

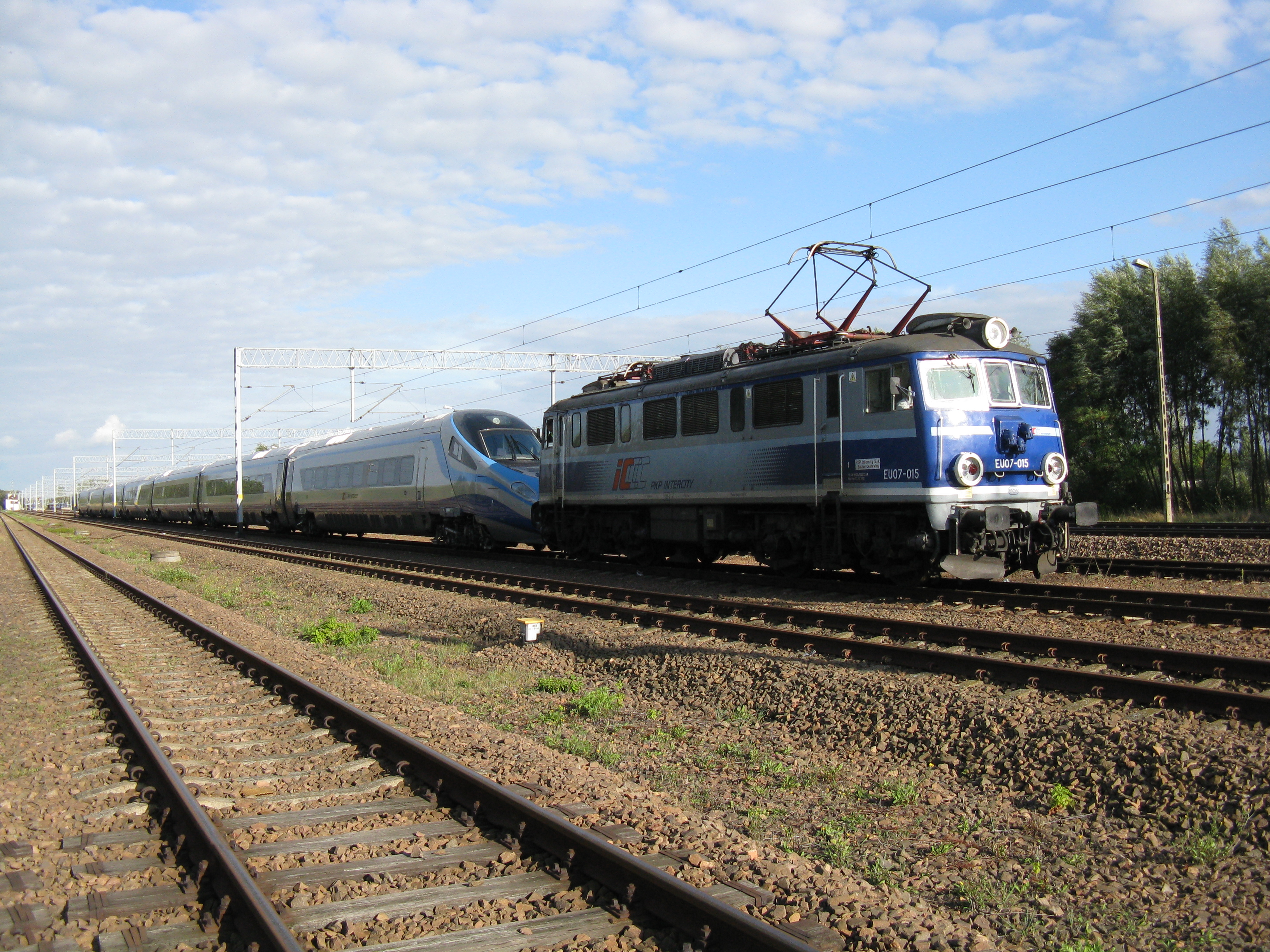
Jeden ze składów podczas transportu

Pojazdy od granicy włosko-austriackiej były dostarczane do Polski przez PKP Cargo jako przesyłka nadzwyczajna. Do końca 2013 roku do kraju dotarły 4 pociągi. 6 maja 2014 minął termin przekazania 8 pierwszych Pendolino, składy nie zostały jednak przekazane ze względu na problemy z otrzymaniem homologacji. Ostatecznie 11 września pierwsze ze składów otrzymały świadectwo typu wydane przez Urząd Transportu Kolejowego. We wrześniu 14 składów znajdowało się fizycznie w Polsce, a w połowie października pierwsze 2 składy zostały odebrane przez PKP IC. W połowie listopada w Polsce znajdowało się 17 składów, z których 11 było odebranych. Do dnia rozpoczęcia kursów z pasażerami (14 grudnia 2014) odebrano 15 składów. 14 lutego 2015 do Polski dostarczono ostatni skład, którym był pociąg o numerze 001. Ten właśnie skład ustanowił nowy rekord prędkości, a po odbyciu testów musiał powrócić do Włoch. Pod koniec marca odebranych było 18 zespołów, a dostawy wszystkich 20 pojazdów zakończono do końca I połowy 2015.
18 marca 2015 wysokość naliczonych kar za opóźnienia w dostawach składów wynosiła 48 mln euro. Kwestia zasadności tych kar była przedmiotem postępowania przed Sądem Arbitrażowym pomiędzy PKP Intercity a producentem, w ramach którego w grudniu 2016 sąd zadecydował, że PKP IC należy się 42,3 mln euro za opóźnienia dostaw pojazdów. Ostatecznie, na początku listopada 2017 przewoźnik otrzymał 185 mln zł plus odsetki.

### Kontrola Najwyższej Izby Kontroli
W listopadzie 2015 przedstawiony został raport Najwyższej Izby Kontroli na temat funkcjonowania grupy PKP w latach 2010 – 2013. W tym raporcie NIK stwierdził, że:

Nieskoordynowane były działania spółek kolejowych związane z nabyciem pociągów Pendolino do przewozów pasażerskich z prędkością 220–250 km/h, przez co doprowadzono do dokonania zakupu nieuzasadnionego ze względów ekonomicznych.

Kontrolerzy NIK uznali zakup za ekonomicznie nieuzasadniony ze względu na opóźnienia w modernizacjach linii kolejowych wykonywanych przez PKP PLK i PKP Energetykę, bez których nie było możliwe wykorzystanie prędkości maksymalnej tych pociągów. W opinii kontrolerów bardziej zasadny byłby zakup pociągów o prędkości maksymalnej wynoszącej 200 km/h, a nie 250 km/h. Kontrolerzy skrytykowali również to, że ze względu na dofinansowanie unijne konieczne było wprowadzenie dodatkowych postojów w mniejszych miejscowościach.

### Dodatkowe testy
W ramach umowy na dostawy składów Pendolino, producent zobowiązał się uzyskać dopuszczenie dla składów na austriacką, czeską i niemiecką sieć kolejową w ciągu 5 lat od momentu dostawy ostatniego pojazdu. Na początku 2017 roku przewoźnik oddelegował jeden skład do Niemiec celem przeprowadzenia niezbędnych testów na trasie Norymberga – Ingolstadt. 3 czerwca jednostka wróciła do Polski.
W dniach 18-19 marca 2017 odbyły się testy na trasie do Zakopanego związane z planowanym na przyszłość uruchomieniem połączenia Warszawa – Zakopane.
15 maja 2018 r. odbyły się dwa przejazdy testowe składu ED250-001 na terenie Czech pomiędzy stacjami Bohumin i Polom.
30 stycznia 2019 PKP IC wypożyczył producentowi skład ED250-001 celem wykonania kolejnych testów.
25 września 2019 prezes PKP IC poinformował, że składy otrzymały homologację na Czechy.
W latach 2020–2021 przeprowadzano jazdy homologacyjne w Niemczech, które zakończyły się wydaniem 15 grudnia 2022 stosownej homologacji. 8 kwietnia 2020 podczas jazd pomiarowych prowadzonych w okolicach Monachium doszło do przerwania przewodu hamulcowego w ED250-001, w wyniku czego jednostka najechała na lokomotywę będącą przed nią.
W marcu 2024 poinformowano, że jednostki mają komplet homologacji zagranicznych, czyli na sieć kolejową  w Niemczech, Czechach i Austrii.

### Przeglądy P4
Cykl serwisowy pojazdów ED250 przewiduje przeglądy czwartego poziomu co 1,2 mln km. Pierwszym składem, który osiągnął taki przebieg był ED250-006, który osiągnął go w lipcu 2017. Przeglądy P4 odbyły się w oddziale Alstomu w Piasecznie (w przeciwieństwie do przeglądów niższych poziomów), obejmowały wymianę kół, rewizję wózków, rewizję silników trakcyjnych oraz prace utrzymaniowe i serwisowe innych elementów pociągu. Przegląd jednej jednostki trwał około miesiąc. W styczniu 2017 zapowiadano, że podczas przeglądów składy zostaną wyposażone w urządzenia wi-fi, ostatecznie tak się jednak nie stało. Przeglądy zakończono w listopadzie 2018, przeszło je 18 z 20 składów (2 składy oczekiwały wówczas na naprawy powypadkowe).

### Uszkodzenia podwozi przez tłuczeń
19 stycznia 2018 sześć składów zostało odstawionych ze względu na wykrycie uszkodzeń podwozia przez tłuczeń. W związku z uszkodzeniami została powołana specjalna komisja do zbadania sprawy w składzie: PKP Intercity (przewoźnik) i PKP Polskie Linie Kolejowe (zarządca infrastruktury). 25 stycznia Ministerstwo Infrastruktury podjęło decyzję, że do komisji dołączy jeszcze Państwowa Komisja Badania Wypadków Kolejowych. 1 lutego 3 z 6 uszkodzonych jednostek były już ponownie w ruchu, a 13 lutego już wszystkie.
23 października powołana komisja zakończyła pracę. Komisja ustaliła, że do zdarzeń:

doszło w wyniku warunków atmosferycznych sprzyjających gromadzeniu się śniegu i lodu

11 stycznia 2019 ze względu na ryzyko powtórzenia się uszkodzeń powodowanych przez tłuczeń tymczasowo ograniczono prędkość pociągów do 160 km/h.

### Montaż wi-fi
Składy nie zostały fabrycznie wyposażone w wi-fi ani w urządzenia wzmacniające sygnał telefonii komórkowej, szczególnie istotne w tego typu pociągach, których konstrukcja negatywnie wpływa na siłę sygnału. Doposażenie pociągów w wi-fi było przedmiotem kilkuletnich negocjacji pomiędzy Alstomem a PKP Intercity (przewoźnik nie mógł tego wykonać samodzielnie, żeby nie stracić gwarancji).
Pod koniec 2017 roku na trasie Warszawa – Kraków odbyły się testy Internetu na pokładzie pociągu, będące wstępem do instalacji pokładowego wi-fi. Ostatecznie, 28 sierpnia 2018 przewoźnik podpisał z Alstomem umowę na montaż wi-fi wraz z 5-letnim utrzymaniem. Pod koniec grudnia zakończono montaż w jednostce nr 018, 28 grudnia odbył się przejazd testowy z udziałem dziennikarzy. W listopadzie 2019 wi-fi było dostępne we wszystkich pojazdach z wyjątkiem znajdującej się we Włoszech jednostki, która uległa wypadkowi w Ozimku.

## Konstrukcja

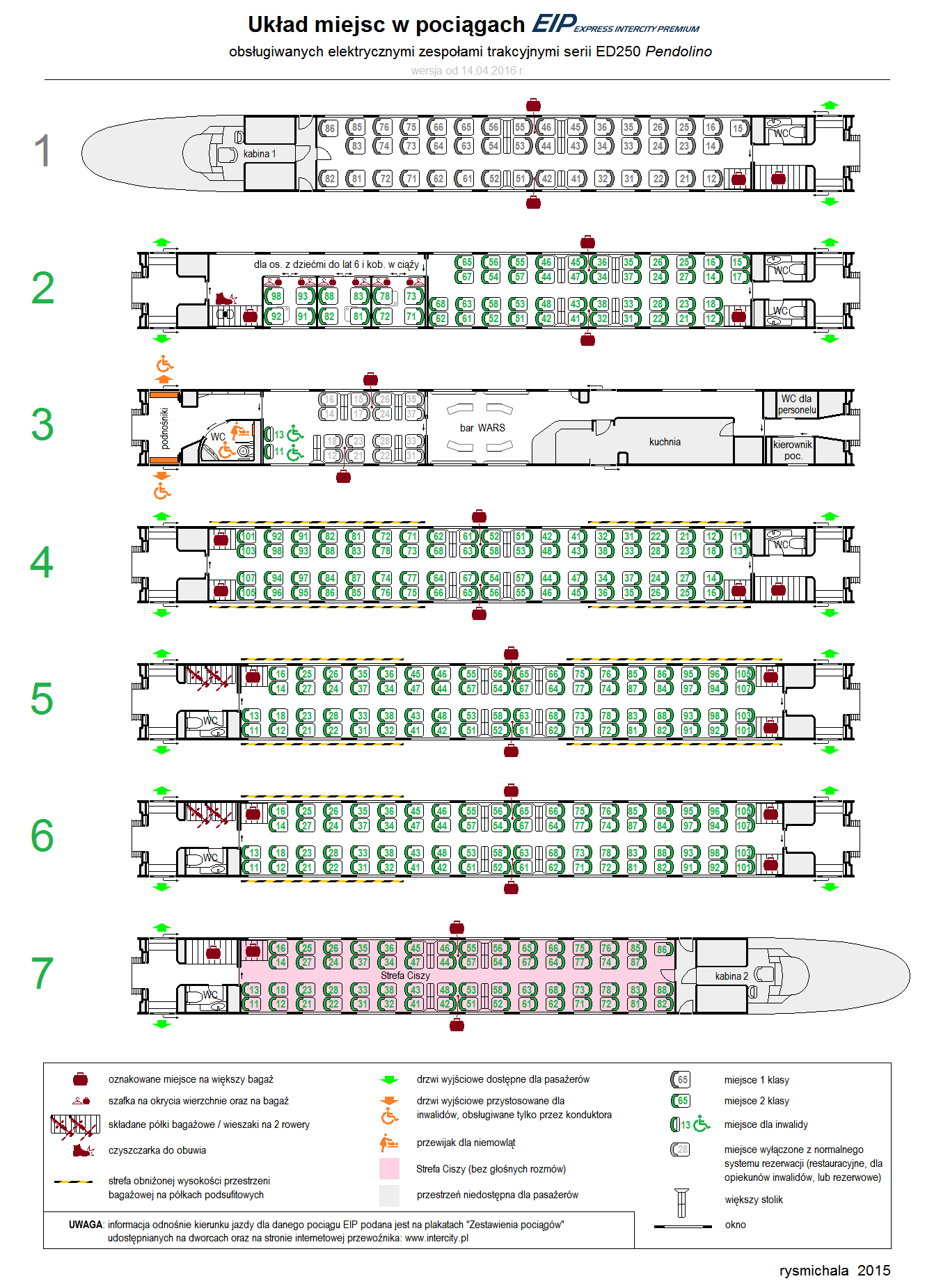
Układ miejsc w pociągu

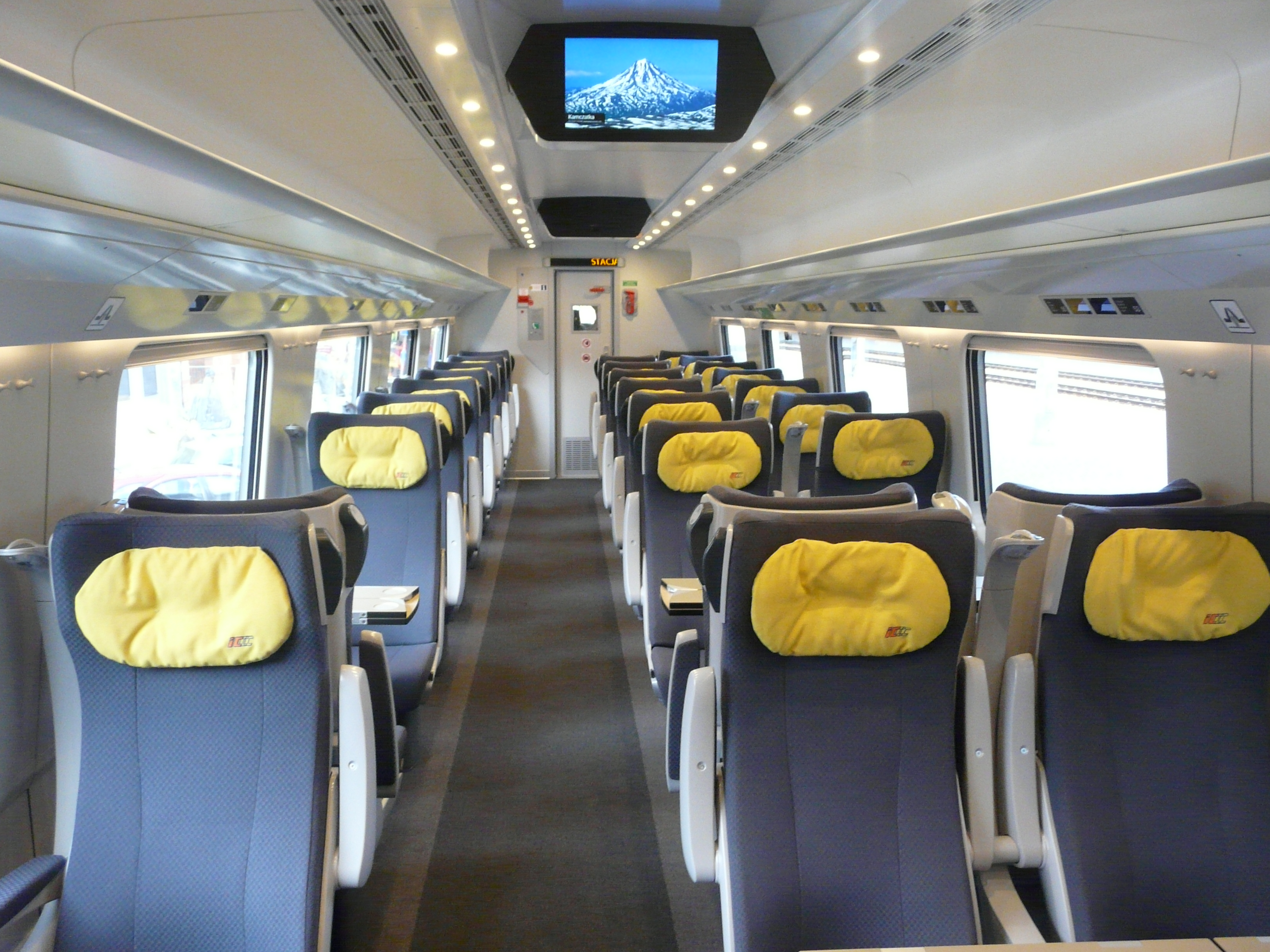
Wnętrze wagonu 1. klasy

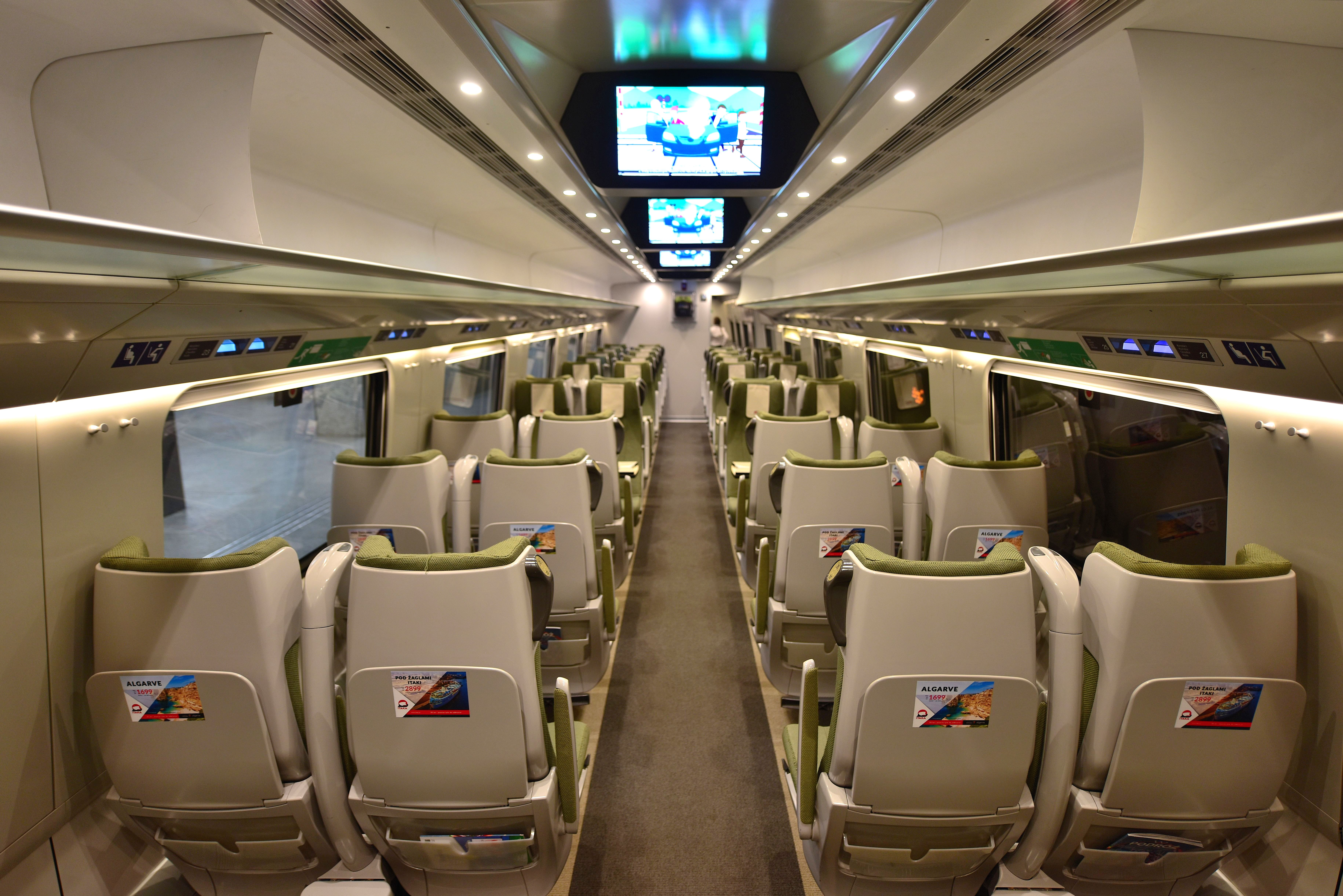
Wnętrze wagonu 2. klasy

Pendolino dla PKP Intercity powstało na bazie platformy New Pendolino. Pierwszym pociągiem z tej platformy był zakupiony przez Cisalpino ETR610, który został zaprezentowany w 2008 roku. W nomenklaturze Urzędu Transportu Kolejowego pojazd otrzymał typ EMU250PKP.

### Nadwozie
Pudła wagonów są samonośne i wykonane z profili z lekkich stopów aluminiowych. Profile te są ze sobą zsuwane na złącza typu „jaskółczy ogon”, natomiast miejsca łączenia są spawane przez roboty spawalnicze. Podłoga, ściany boczne i czołowe oraz dach są wykonywane w pierwszej kolejności jako osobne elementy. Następnie z pomocą frezarki wycinane są w nich wszelkie otwory jak okna czy drzwi, a na końcu wszystkie elementy są składane i spawane z wykorzystaniem robotów.

### Przestrzeń pasażerska
| Człon | Liczba miejsc | Liczba miejsc | Liczba miejsc           | Liczba miejsc       | Toaleta | Toaleta                 | Toaleta   | Stojące półki bagażowe | Stojące półki bagażowe | Inne                                      |
| Człon | 2. kl.        | 1. kl.        | przewóz osób na wózkach | wagon restauracyjny | zwykła  | przewóz osób na wózkach | personelu | małe                   | duże                   | Inne                                      |
| ----- | ------------- | ------------- | ----------------------- | ------------------- | ------- | ----------------------- | --------- | ---------------------- | ---------------------- | ----------------------------------------- |
| 1     |               | 45            |                         |                     | 1       |                         |           | 1                      | 1                      |                                           |
| 2     | 56            |               |                         |                     | 2       |                         |           | 1                      | 1                      | defibrylator                              |
| 3     | 2             |               | 2                       | 14                  |         | 1                       | 1         |                        |                        | przestrzeń barowa, przedział konduktorski |
| 4     | 74            |               |                         |                     | 1       |                         |           | 3                      | 1                      |                                           |
| 5     | 74            |               |                         |                     | 1       |                         |           | 3                      | 1                      | przewóz rowerów                           |
| 6     | 74            |               |                         |                     | 1       |                         |           | 3                      | 1                      | przewóz rowerów                           |
| 7     | 61            |               |                         |                     | 1       |                         |           | 1                      | 1                      | strefa ciszy                              |
| Suma: | 341           | 45            | 2                       | 14                  | 7       | 1                       | 1         | 12                     | 6                      |                                           |

### Układ napędowy

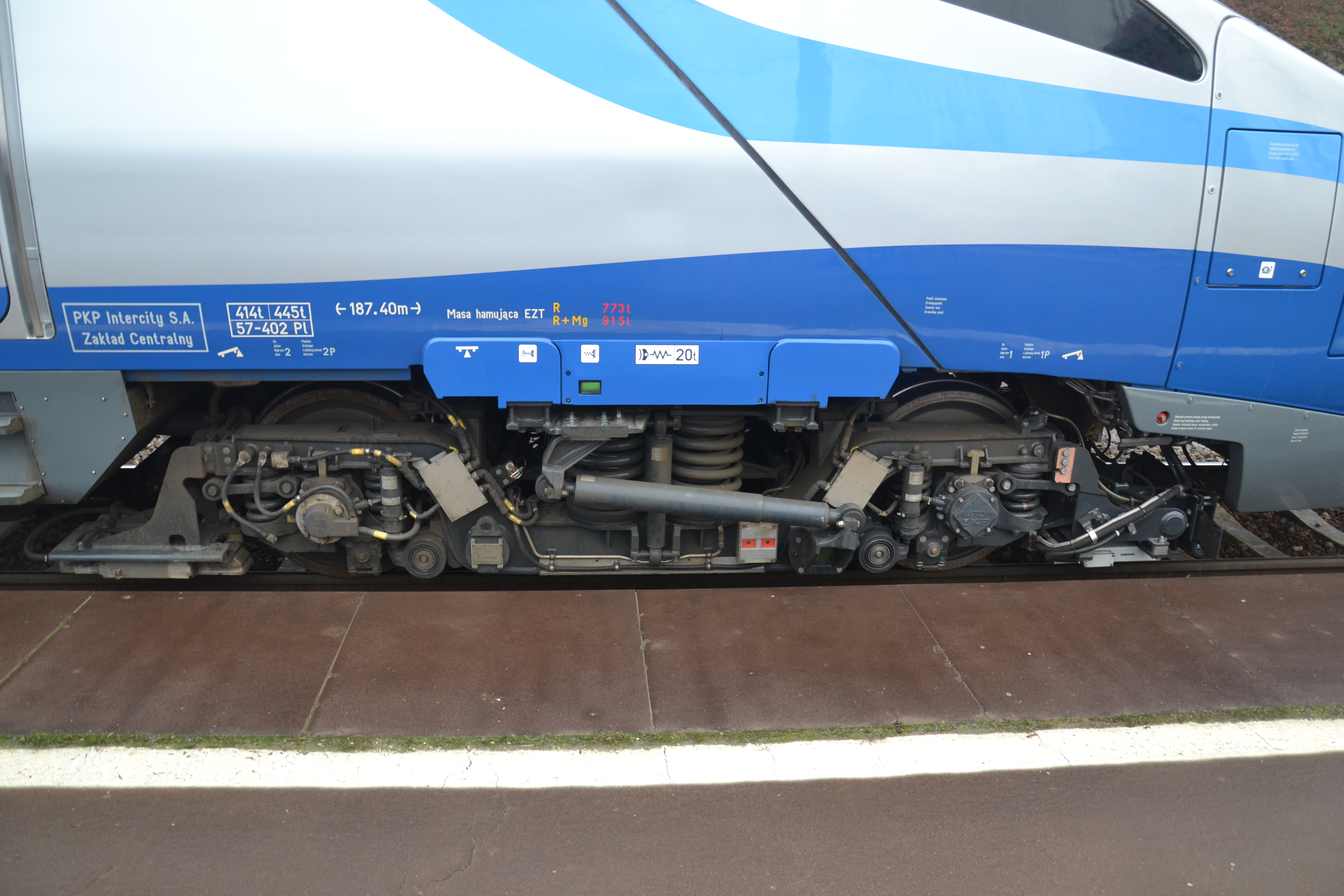
Wózek napędny

ED250 posiadają 4 wagony silnikowe, są to wagony nr 1, 2, 6 i 7. Wagony silnikowe posiadają po oba wózki napędne, które mają po jednej osi napędnej znajdującej się od wewnątrz danego wagonu. Pantografy przystosowane do prądu przemiennego znajdują się na dachach 3. i 6. wagonu, a pantografy przystosowane do prądu stałego są na dachach 4. i 5. wagonu. Przekształtniki trakcyjne i przetwornice pomocnicze znajdują się pod pudłami wagonów nr 1, 2, 6 i 7, a transformatory trakcyjne pod pudłami wagonów nr 4 i 5.

### Systemy bezpieczeństwa
Pociągi wyposażone są w następujące systemy bezpieczeństwa:
- ETCS – międzynarodowy europejski system,
- SHP – system stosowany w Polsce,
- Mirel – system stosowany w Czechach,
- LZB/PZB – systemy stosowane w Niemczech i Austrii.

## Eksploatacja
Od 14 grudnia 2014
     Od 13 grudnia 2015
     Od 29 kwietnia 2016
     Od 15 grudnia 2024

Trasy Pendolino PKP Intercity
Od 14 grudnia 2014
Od 13 grudnia 2015
Od 29 kwietnia 2016
Od 15 grudnia 2024

14 grudnia 2014 pociągi Pendolino rozpoczęły kursowanie w ramach nowej kategorii pociągów Express InterCity Premium obsługującej relacje łączące Warszawę z Gdynią, Katowicami, Krakowem, i Wrocławiem. 13 grudnia 2015 rozszerzono siatkę połączeń o Bielsko-Białą, Gliwice i Rzeszów, a 29 kwietnia 2016 o Kołobrzeg i Jelenią Górę. Przez pierwsze miesiące eksploatacji, ze względu na opóźnienia w dostawach, część pierwotnie planowanych pociągów kategorii EIP została zastąpiona przez pociągi kategorii Express InterCity, a jeden został odwołany. 15 lutego, 15 marca i 26 kwietnia 2015 podczas korekt rozkładu jazdy kolejne tymczasowe pociągi EIC były zastępowane przez EIP. Ostatni z 20 zamówionych pojazdów został wdrożony do eksploatacji w czerwcu. Maksymalna prędkość osiągana przez składy to 200 km/h. W momencie rozpoczęcia przewozów do prędkości 200 km/h przystosowanych było 77 km z 976 km linii kolejowych, po których kursowały wówczas te pociągi. 27 lipca 2016, podczas Światowych Dni Młodzieży, po raz pierwszy ED250 jechały w trakcji podwójnej z pasażerami. Podczas pierwszego roku eksploatacji składy przewiozły 3,56 mln pasażerów i przejechały 6,32 mln kilometrów.
7 kwietnia 2017 na przejeździe kolejowo-drogowym na szlaku Chrząstowice – Ozimek pod skład ED250-002 jadący z Wrocławia do Warszawy wjechała ciężarówka, w wyniku czego 18 osób zostało rannych. Dopiero w kwietniu 2019 r. przewieziono skład do producenta do remontu, którego koszt szacowany jest na 8,5 mln euro. 26 września 2017 natomiast skład ED250-003 na szlaku Nasielsk – Modlin uderzył w tył autobusu, bez ofiar.
Do 30 kwietnia 2019 składy przejechały łącznie 30 mln kilometrów i przewiozły 17,5 mln pasażerów.
W drugiej połowie marca 2020 r. - ze względu na pandemię COVID-19 - całkowicie zawieszono kursowanie pociągów Pendolino, jednak 22 maja 2020 pierwsze składy powróciły do regularnego kursowania.
15 grudnia 2024 składy rozpoczęły obsługę połączenia Warszawa – Poznań – Szczecin. Jednocześnie wstrzymano kursy pomiędzy Wrocławiem a Jelenią Górą oraz postojów we Włoszczowie oraz Ciechanowie.